# Corybas sulcatus
Corybas sulcatus är en orkidéart som först beskrevs av Mark Alwin Clements och David Lloyd Jones, och fick sitt nu gällande namn av G.N.Backh.. Corybas sulcatus ingår i släktet Corybas, och familjen orkidéer. Inga underarter finns listade i Catalogue of Life.